# Torre del Popolo
La Torre del Popolo, detta anche Torre di San Fedele, è una torre campanaria sita a Palazzolo sull'Oglio. Alta 91 metri, è la torre civica campanaria a sezione circolare più alta d'Europa.

## Storia
La torre fu costruita tra il 1813 e il 1838 su uno dei torrioni della Rocca Magna palazzolese, la Torre Mirabella. I primi disegni e i progetti risalgono al 1803 e furono lavoro di vari architetti. Durante il processo di costruzione si dovette risolvere anche una controversia tra i palazzolesi e i compartecipi della seriola "Vetra di Chiari". Questi ultimi temevano che un possibile crollo della costruzione potesse danneggiare l'omonimo canale che irrigava i loro terreni.
Nel 1831 furono montate le campane. Esse erano cinque, prodotte dalla fonderia Chiappani di Verona, con peso complessivo di 7 270 kg.
La cupola, la cella campanaria e la prima statua di San Fedele, che in origine era lignea, furono distrutte in un incendio quindi ricostruite tra il 1895 e il 1896.
Nel 1946 fu posato il nuovo concerto da dodici campane in nota La 2.

## Struttura
La struttura si appoggia su uno dei torrioni a pianta circolare del castello, la Torre Mirabella. Sulla sommità è posta una statua del patrono di Palazzolo, san Fedele, la quale è alta 6,8 m. L'altezza complessiva della costruzione è dunque di 91,8 m.
La statua è in gesso ricoperta da rame il quale fu depositato mediante un processo di galvanoplastica effettuato dalla ditta del conte Vittorio Turati di Milano. Copre una superficie di 40 m2 e ha un peso totale di 400 kg.
Presso la torre è presente un concerto di dodici campane ambrosiane in La grave. Il sistema di suono è doppio: a motori e a corde per il suono manuale, con tastiera per le allegrezze. Le dieci campane minori sono montate sulle celle campanarie all'esterno della torre, mentre quelle maggiori sono collocate all'interno. Il peso totale delle campane è di 10 197 kg.